# Let's Ride
«Let's Ride» — пісня американського репера The Game, випущена 25 вересня 2006 року в США та 8 січня 2007 року у Великій Британії як другий сингл з його другого студійного альбому Doctor's Advocate. Пісня досягла 46-го місця в чарті Billboard Hot 100. «Let's Ride» є значним посиланням на сингл «Let Me Ride» 1993 року репера Dr. Dre.

## Сприйняття
«Let's Ride» отримала посередні відгуки від музичних критиків. MusicOMH написали, що треку «бракує тієї енергії та ентузіазму, які прийшли з його дебютним великим альбомом». Pitchfork дав пісні негативну рецензію, сказавши: «Якою же ганьбою виявилася ця пісня, незграбно очевидною та погано створеною, від першого незграбного посилання на банду до останньої згадки Дре». Генрі Адасо з About.com назвав трек «просто черговою нудною мантрою, позбавленою змісту», а The Game пропонує «летаргічний розмах, насичений співом у стилі 50 Cent та тавтологічними одами Дре («Ain't nuthin' but a G thang, baby, it's a G thang»)». Entertainment Weekly у рецензії на Doctor's Advocate написав, що пісня «переробляє фірмові високочастотні синтезатори Дре та дзвони фортепіано» та «затьмарена застарілими римами, що описують мультяшне гангстерство». Журнал Chocolate написав, що треку «бракує харизми та змістовності, він наповнений безмелодійним співом у стилі 50 Cent, нескінченними згадками імен Aftermath, Eminem, Dr. Dre, а також порожніми текстами». Також існує неофіційний ремікс цієї пісні за участю Ice Cube, Snoop Dogg та Xzibit.

## Музичне відео
Прем'єра музичного відео відбулася 23 жовтня 2006 року на радіостанції BET 106 & Park як «новий джойнт». 14 листопада 2006 року відео дебютувало на 10-му місці в шоу Total Request Live на MTV і протрималося в чарті понад 16 днів. The Game зображений на Chevrolet Impala 1964 року випуску з гідравлікою, а також у відео з'явився Снуп Догг. Відео також стало темою епізоду MTV Making the Video.

## Список композицій
Сторона А
1. «Let's Ride» (clean) – 3:53
2. «Let's Ride» (dirty) – 3:53
3. «Let's Ride» (instrumental) – 3:53
4. «Let's Ride» (a cappella) – 3:53

Сторона B
1. «Let's Ride» (clean) – 3:53
2. «Let's Ride» (dirty) – 3:53
3. «Let's Ride» (instrumental) – 3:53
4. «Let's Ride» (a cappella) – 3:53

## Чарти
| Чарт (2006–2007)                          | Пікова позиція |
| ----------------------------------------- | -------------- |
| Австралія (ARIA)                          | 75             |
| Фінляндія (Suomen virallinen lista)       | 12             |
| Німеччина (Media Control AG)              | 74             |
| Ірландія (IRMA)                           | 36             |
| Нідерланди (Dutch Top 40 Tipparade)       | 6              |
| Нідерланди (Mega Single Top 100)          | 97             |
| Нова Зеландія (RIANZ)                     | 17             |
| Шотландія (Official Charts Company)       | 51             |
| Швейцарія (Media Control AG)              | 79             |
| Велика Британія (Official Charts Company) | 42             |
| Велика Британія (UK R&B Chart)            | 4              |
| США (Billboard Hot 100)                   | 46             |
| США (Hot R&B/Hip-Hop Songs) (Billboard)   | 55             |
| США (Rap Songs) (Billboard)               | 14             |
| США (Rhythmic) (Billboard)                | 23             |

| Чарт (2007)                           | Позиція |
| ------------------------------------- | ------- |
| Велика Британія UK Urban (Music Week) | 28      |